# Халива, Аарон
Ааро́н Хали́ва (ивр. אהרון חליוה‎; род. 12 октября 1967, Хайфа, Израиль) — генерал-майор Армии обороны Израиля. Глава Управления разведки Генштаба армии с 5 октября 2021 года по 21 августа 2024 года, подавший заявление об уходе в отставку вследствие признания провала управления под его руководством в предупреждении вторжения боевиков ХАМАС из сектора Газа в Израиль 7 октября 2023 года.

## Биография
Аарон Халива родился 12 октября 1967 года в Хайфе в семье Шалома и Ривки (урождённой Лазими) Халивы, выходцев из Марокко. Рос в Хайфе, окончил школу «Альянс» в Хайфе.
В юности активно занимался водными видами спорта: сёрфингом (с 13 лет), дайвингом и водными лыжами.

### Военная карьера
В ноябре 1986 года был призван на службу в Армии обороны Израиля, начал службу в бригаде «Цанханим», где был распределён в 202-й батальон «Цефа». Прошёл подготовку в качестве бойца и командира отделения, а затем служил в разведывательном взводе роты огневой поддержки (ивр. פלוגה מסייעת‎) батальона. Из-за недостатка в командирах отделений Халиву назначили командовать своими товарищами по курсу молодого бойца в ходе службы в районе мошава Зарит на израильско-ливанской границе.
В ноябре 1987 года вышел на учёбу в Офицерскую школу, откуда вернулся в апреле 1988 года в роту огневой поддержки в качестве командира миномётного взводa. Уже спустя короткое время командовал своим взводом во время операции «Закон и порядок» (ивр. מבצע חוק וסדר‎) по зачистке деревни Майдун в Ливане от боевиков «Хезболлы» 3 мая 1988 года, в ходе которой погиб командир роты Халивы.
Затем возглавил роту огневой поддержки батальона; в этой должности участвовал в феврале 1992 года в операции «Разговорный диалект» (ивр. מבצע ניב מדובר‎), в ходе которой была совершена считающаяся неудачной атака укреплений «Хезболлы» между ливанскими деревнями Кафра и Ятер. Затем был командиром роты в Офицерской школе, после чего служил начальником канцелярии Командующего Северным военным округом, генерал-майора Ицхака Мордехая.
Затем был назначен заместителем командира 202-го батальона бригады; в этой должности продолжал участие в боевой деятельности в Южном Ливане, включая столкновение с боевиками «Хезболлы» в Вади-Салуки в декабре 1995 года, в ходе которого был тяжело ранен командир батальона Хагай Мордехай, и операцию по эвакуации раненых и убитых бойцов спецподразделения «Эгоз» в ходе операции «Охватывающий мир» (ивр. מבצע חובק עולם‎) на горе Суджуд в сентябре 1996 года.
Затем был командиром оперативного отдела (ивр. קצין אג"ם‎) бригады «Цанханим». По окончании должности решил завершить военную службу и вышел в отпуск за свой счёт, но уже спустя полгода, в январе 1999 года, вернулся на службу, был повышен в звании до подполковника и назначен командиром 202-го батальона бригады «Цанханим».
Командовал батальоном в ходе деятельности в городе Хеврон на Западном берегу реки Иордан, затем в деревне Айшия в Южном Ливане, а в мае 2000 года в период вывода израильских войск из Южного Ливана батальон под командованием Халивы участвовал в подавлении беспорядков около города Эль-Бира на Западном берегу реки Иордан. В июле 2000 года батальон занял позиции на северной границе Израиля в районе Ферм Шебаа (Хар-Дов) и принял участие в обороне границы, включая уничтожение ячейки, проникшей в Израиль через деревню Гаджар в октябре 2000 года. В секторе ответственности батальона находилась точка на ливанской границе, в которой 7 октября 2000 года было совершено нападение отряда «Хезболлы» на патруль израильской армии с похищением тел трёх убитых солдат 601-го военно-инженерного батальона в Ливан, и Халива участвовал в неудачной попытке настигнуть похитителей; данный инцидент не имел значительного влияния на карьеру Халивы.
В 2001 году был назначен командиром тренировочной базы бригады «Цанханим», командовал переездом части из базы «Санур» в Северной Самарии на базу «Шфифон» около Кирьят-Гата. В 2003 году общественный резонанс вызвало высказывание Халивы, отметившего в речи перед новобранцами бригады, что у части из них есть «шанс вернуться домой в гробу», чем вызвал оторопь у части слушателей и гневные реакции со стороны родителей новобранцев.
В 2003 году был повышен в звании до полковника и назначен командиром 55-й резервной воздушно-десантной бригады «Ход ха-Ханит», параллельно с 2004 по 2005 год проходил учёбу в Колледже национальной безопасности.
С 2005 по 14 мая 2007 года был командиром территориальной бригады «Эфраим», ответственной за западную часть Самарии, включая города Тулькарм и Калькилия. На данной должности руководил антитеррористической деятельностью, включившей операцию в Тулькарме в октябре 2005 года, в ходе которой был ликвидирован Луай Саади, глава военного крыла «Палестинского исламского джихада» на Западном берегу реки Иордан.
В сентябре 2007 года вступил на должность командира Офицерской школы, исполнял эту должность до 15 июля 2009 года. В период службы Халивы на должности в Офицерской школе снимался документальный сериал «1-я тренировочная база» (ивр. בה"ד 1‎) Второго канала израильского телевидения с его участием. В это время был также членом комиссии под руководством генерал-майора запаса Йехуды Сегева по проверке вопросов службы женщин в армии.
20 августа 2009 года был назначен командиром бригады «Цанханим». В декабре 2010 года общественную критику вызвало очередное высказывание Халивы: на этот раз Халива высказался перед солдатами тренировочной базы бригады, что он «ненавидит» и «не переносит» формат службы «иешиват-хесдер», позволяющий религиозным солдатам совмещать религиозное образование с укороченной военной службой, а в ходе беседы с солдатами 890-го батальоны бригады утвердительно ответил на вопрос, дискриминирует ли бригада служащих в формате «иешиват-хесдер», сообщив, что он не хочет видеть в бригаде солдат, не проходящих службу в полном формате, включающем прохождение нескольких должностей в бригаде. Пресс-секретарь армии открестился от слов Халивы, назвав их его личным мнением.
14 апреля 2011 года передал командование бригадой полковнику Амиру Бараму, а 18 мая 2011 года получил звание бригадного генерала и был назначен командиром резервной воздушно-десантной дивизии «Ха-Эш», исполнял эту должность до 10 октября 2013 года.
В 2014 году возглавил Оперативный отдел (ивр. חטיבת המבצעים‎) Оперативного управления Генерального штаба армии, летом 2014 года командовал отделом в ходе операции «Возвращайтесь, братья» на Западном берегу реки Иордан и операции «Нерушимая скала» в секторе Газа. Исполнял эту должность до 19 июня 2016 года.
28 марта 2016 года был повышен в звании до генерал-майора (алуф) и 13 июля 2016 года вступил на должность главы Управления технологии и логистики Генштаба армии на смену генерал-майору Коби Бараку.
2 мая 2018 года передал пост генерал-майору Ицхаку Турджеману, а 21 мая 2018 года сменил генерал-майора Ницана Алона на посту главы Оперативного управления Генштаба армии. В декабре 2018 года совершил рабочий визит в Россию. Командовал управлением, помимо прочего, в ходе операции «Страж стен» в мае 2021 года в секторе Газа.
В период службы Халивы на посту главы Оперативного управления велась также активная деятельность по противостоянию попыткам иранских вооружённых сил при поддержке организации «Хезболла» укрепить своё присутствие на территории юга Сирии, а также производились многочисленные операции в глубине территории противника в рамках так называемой «Кампании между войнами». Управление под руководством Халивы также координировало масштабную деятельность армии по поддержке гражданского сектора страны в противодействии коронавирусной пандемии.
9 июня 2021 года передал командование Оперативным управлением генерал-майору Одеду Басюку, а 5 октября 2021 года сменил генерал-майора Тамира Хаймана на посту главы Управления разведки Генштаба армии.
Управление разведки под руководством Халивы активно занималось угрозами, исходящими от Ирана, в том числе с целью отслеживания продвижения иранской ядерной программы и противостояния террористической деятельности со стороны союзников Ирана, в том числе со стороны получающей иранскую поддержку ливанской организации «Хезболла». Управление также занималось противостоянием угрозам палестинского террора на Западном берегу реки Иордан и в секторе Газа, при этом Халива высказывал своё мнение, что операция «Страж стен» в мае 2021 года и усилия Израиля по стабилизации палестинской экономики создали условия для поддержания долгосрочного спокойствия на границе с сектором Газа.
7 октября 2023 года с территории сектора Газа на территорию Израиля вторглись группы боевиков ХАМАС, захватившие ряд населённых пунктов вокруг сектора Газа и нанёсшие беспрецедентный в истории Израиля удар, включая убийство более 1 000 израильских граждан и захват около 240 заложников, уведённых боевиками в Газу. В ответ на вторжение правительство Израиля объявило войну, и была начата операция «Железные мечи» с целью зачистки сектора Газа от боевиков и освобождения заложников. В серии высказываний перед служащими Управления разведки Халива признал, что Управлению разведки под его командованием не удалось предотвратить вторжение боевиков, заявил, что берёт на себя всю полноту ответственности за провал управления как его командир, и пообещал провести всеобъемлющее расследование причин провала и извлечь соответствующие выводы по завершении боевых действий.
В соответствии с публикациями в израильских СМИ в ночь накануне вторжения Халива находился в семейном отпуске в Эйлате и в 3:00 ночи получил звонок от своего помощника, информировавшего Халиву о доложенных разведкой Южного военного округа признаках подготовки к боевым действиям со стороны боевиков в секторе Газа, однако данная сводка не содержала информации о масштабах готовящегося вторжения и серьёзности угрозы; разговор был завершён указанием Халивы информировать его о дальнейшем развитии событий, однако Халиву не пригласили участвовать в состоявшемся позднее в ту же ночь телефонном совещании Начальника Генштаба генерал-лейтенанта Херци Ха-Леви с главой Оперативного управления Генштаба генерал-майором Одедом Басюком и Командующим Южного военного округа генерал-майором Яроном Финкельманом. Также в израильских СМИ освещались просчёты Управления разведки под руководством Халивы, неверно расценившего цели боевых учений и подготовительных действий боевиков в секторе Газа накануне октябрьских событий и руководствовавшегося предположением об эффективности израильской политики сдерживания в отношении ХАМАСа.
22 апреля 2024 года Халива подал Начальнику Генштаба заявление о своём намерении уйти в отставку после завершения внутреннего армейского расследования событий 7 октября 2023 года и назначения преемника. В своём заявлении Халива также призвал учредить государственную следственную комиссию для проверки всех обстоятельств и факторов, приведших к провалу. Халива стал первым высокопоставленным представителем военного и политического эшелона Израиля, подавшим в отставку вследствие событий 7 октября 2023 года. 21 августа 2024 года передал командование Управлением разведки генерал-майору Шломи Биндеру.

### Образование и личная жизнь
За время военной службы Халива получил степень бакалавра Университета имени Бар-Илана (в области социологии), а также окончил учёбу в Колледже национальной безопасности с получением степени магистра Хайфского университета (в области политологии).
Женат, проживает в районе Цахала на севере Тель-Авива. У Халивы пятеро детей: двое детей от первого брака с Широй Маргалит, предпринимательницей в сфере рекламной индустрии и дочерью известного израильского журналиста Дана Маргалита, и трое детей от второго брака.
Дочь Халивы, Ноа, служившая в бригаде «Цанханим» инструктором по прыжкам с парашютом, попала в заголовки СМИ, когда солдаты-выходцы «иешиват-хесдер» отказались участвовать в проводимом ею инструктаже из-за религиозно мотивированного возражения против совместной службы с женщинами, что вызвало широкий общественный резонанс и порицание со стороны армейского командования.

## Публикации
- תא"ל אהרון חליוה מיעוט בתוך מיעוט: שירות מילואים של נשים בחטיבת חוד החנית מערכות 437, 21.6.11 (Бригадный генерал Аарон Халива, «Меньшинство из среды меньшинства: резервистская служба женщин в бригаде „Ход ха-Ханит“», «Маарахот» № 437 (21.6.11)) (Архивная копия от 25 августа 2011 на Wayback Machine) (иврит)
- אהרון חליוה עוד מאותו הדבר: על הצורך בדילוג תפיסתי בבניין הכוח בין הקטבים 9, דצמבר 2016 (Аарон Халива, «„Ещё того же“: о необходимости концептуального скачка в строительстве силы», «Бейн ха-Ктавим» № 9 (декабрь 2016)) (Архивная копия от 22 апреля 2022 на Wayback Machine) (иврит)
- אהרון חליוה הגיבור שלי: אלוף אהרון חליוה על סגן אורי בינמו וואלה, 18.4.18 (Аарон Халива, «„Мой герой“: генерал-майор Аарон Халива о лейтенанте Ури Бинамо», Walla (18.4.18)) (Архивная копия от 21 января 2021 на Wayback Machine) (иврит)
- אלוף אהרון חליוה לשלול את הרקטות — בעקבות מבצע שומר החומות בין הקטבים 34, מאי 2021 (Генерал-майор Аарон Халива, «Отменить ракеты — вследствие операции „Страж стен“», «Бейн ха-Ктавим» № 34 (май 2021)) (Архивная копия от 5 января 2023 на Wayback Machine) (иврит)
- אלוף אהרון חליוה, גל פרל פינקל למידה נוספת בעקבות שומר החומות בין הקטבים 34, מאי 2021 (Генерал-майор Аарон Халива, Галь Перель Финкель, «Дополнительный урок вследствие операции „Страж стен“», «Бейн ха-Ктавим» № 34 (май 2021)) (Архивная копия от 22 апреля 2022 на Wayback Machine) (иврит)
- אלוף אהרון חליוה הגיבורים שלי שאינם (Генерал-майор Аарон Халива, «Мои герои, которых больше нет»), Ynet (3.5.22) (Архивная копия от 5 июня 2022 на Wayback Machine) (иврит)